# イチケイのカラス
『イチケイのカラス』は、浅見理都による日本の漫画、およびそれを原作とするテレビドラマ、映画。『モーニング』（講談社）にて、2018年24号から2019年14号まで連載。

## あらすじ
判事補・坂間真平は、地方裁判所の第一刑事部（通称：イチケイ）に配属された。そこで出会ったのは、癖のある裁判官達。彼らに翻弄されつつ、真平は裁判官として成長していく。

## 登場人物
坂間真平（さかま しんぺい）
本作の主人公。武蔵野地方裁判所第一刑事部（通称：イチケイ）に配属された特例判事補。エリート意識が高く生真面目だが、怒りっぽい。周囲から「THE裁判官」と揶揄される。
入間みちお（いるま みちお）〈38〉
イチケイの判事。元弁護士の異色の経歴を持つ。弁護士時代に関わった案件を十数件も無罪にしている。小太りで丸眼鏡を掛けている。
駒沢義男（こまざわ よしお）〈62〉
イチケイの部総括判事。温厚な性格。趣味はスマホゲーム。任官してから刑事事件一筋で、30件ほどの無罪判決に関わっている。
石倉文太（いしくら ぶんた）
武蔵野地方裁判所の男性書記官。誰にでも気さくに接するが、勝手にあだ名をつけるなど馴れ馴れしい為、真平からは嫌われている。
一ノ瀬糸子（いちのせ いとこ）
武蔵野地方裁判所の女性事務官。おっとりした性格。

## 書誌情報
- 浅見理都 『イチケイのカラス』講談社〈モーニングKC〉、全4巻
  1. 2018年08月23日発売、ISBN 978-4-06-512370-6
  2. 2018年12月21日発売、ISBN 978-4-06-513972-1
  3. 2019年03月22日発売、ISBN 978-4-06-514950-8
  4. 2019年06月21日発売、ISBN 978-4-06-516018-3

## テレビドラマ
2021年4月5日から6月14日までフジテレビ系「月9」枠で放送。主演は竹野内豊。東京地方裁判所第3支部第1刑事部（通称：イチケイ）を舞台に、主人公の刑事裁判官・入間みちおの自由奔放で型破りな裁判に振り回されるも真実をつかもうと奔走するイチケイメンバーの活躍が描かれる。
原作漫画では主人公は特例判事補の坂間真平であるが、テレビドラマ化するにあたり、原作者了承のもと、原作漫画で脇役であった入間みちおを主人公に据え、小太りでメガネをかけた中年裁判官という風貌をおしゃれ髭を生やすイケメン裁判官に変更し、坂間真平も女性の坂間千鶴に人物設定が変更されたうえ、物語が再構築されている。
竹野内豊と黒木華は本作が初共演で、ともに初めての裁判官役を演じる。
キャッチコピーは「法廷イチのくせ者は裁判官でした。」。

### 登場人物（テレビドラマ）

#### 主要人物
入間みちお（いるま みちお）〈47〉
演 - 竹野内豊
本作の主人公。第一刑事部の右陪席。最終学歴が中卒で元弁護士という異色の経歴の持ち主。趣味はふるさと納税をすることと、みちこという名の犬の散歩。机の周りは返礼品で溢れかえっている。
1人当たり250件前後の裁判を担当し迅速かつ効率的な処理が求められる刑事裁判官でありながら、自らの足で現場に赴き、マイペースで事件を徹底的に検証する。温厚で飄々とした性格であるが、しがらみや偏見、先入観に一切とらわれないことから弁護士、検察の双方から恐れられている。
坂間千鶴（さかま ちづる）〈31〉
演 - 黒木華
事件の処理件数が信じられないほど少なく、会社なら倒産レベルの赤字なのに全く対策を考えていないイチケイを立て直すため日高の意向で赴任してきた特例判事補。東大法学部出身。堅物で真面目。エリート意識が高く、冗談が通じないタイプ。みちおと同じ裁判官宿舎に住んでいる。最初はみちおのことを警戒していたが、月日が進むにつれだんだんと馴染んでくる。

#### イチケイの関係者
駒沢義男（こまざわ よしお）
演 - 小日向文世
イチケイの部総括判事。任官から30年以上、刑事事件一筋のベテラン判事。物腰柔らかで温厚な人物。ただし、他者に迷惑をかける悪辣な人間には鋭い皮肉を交えながら丁寧な口調で諭す。
みちおが弁護士から裁判官に転身するきっかけとなった12年前の裁判に関わり、みちおを裁判官に誘った張本人。
スマホゲームにはまり、課金の原資にするために自著の売り込みに熱心だが、全く売れない。
川添博司（かわぞえ ひろし）
演 - 中村梅雀
イチケイの主任書記官。自称「ついていない男」。公判の検証の際の実験台にされたり痴漢冤罪に遭ったりと災難の多い人物。離婚歴あり。
同期のほとんどが管理職の中、自身が出世できないのはペアを組む裁判官の引きが悪く、みちおと組んでいることから評価が低いためと考えており、イチケイは自分の墓場で、このまま滞りなく定年を迎えることができればとネガティブ思考に陥っている。
ギターが趣味で、ついてない出来事にあうたびに「シブの歌」（渋々と地裁支部を渡り歩く裁判官の悲哀を歌った歌）を歌っている。
石倉文太（いしくら ぶんた）
演 - 新田真剣佑
イチケイの書記官。人懐っこい性格でみちおに振り回されるイチケイメンバーの橋渡し役になる。実家は『そば処いしくら』。元傍聴マニアで趣味が高じて書記官となった。
千鶴に好意を抱いており、彼女に思わせぶりな素振りを見せるが、生真面目な千鶴に毎度怪訝な顔をされる。
浜谷澪（はまや みお）
演 - 桜井ユキ
イチケイの書記官。三つ子（演 - のあ、みあ、弥原ぜん）の母。みちおを「残念なイケメン」と評する。
一ノ瀬糸子（いちのせ いとこ）
演 - 水谷果穂
イチケイの新人女性事務官。

#### 最高裁判所
日高亜紀（ひだか あき）
演 - 草刈民代（第1話 - 第7話、第10話、最終話）
最高裁判所判事。女性初の最高裁判所長官に最も近いと言われる人物。
千鶴の司法研修所時代の上席教官で、郷里が同じ長崎県かつ女性ということから彼女のことを何かと気に留めている。みちおが弁護士から裁判官に転身するきっかけとなった12年前の裁判の裁判長で、みちおが要請した志摩総一郎の証人尋問を関連性がないとして却下している。
12年前の事件の再審公判で、元書記官の友坂の証言から最高裁事務総局からの意向で検察の求刑通りの判決を下したのかみちおから証人尋問されるが、そのような事実は一切なかったと否定し、明確な証拠に基づき審理するよう忠告、再審閉廷後も今回の立場を逸脱したみちおの行為は裁判官失格であると指摘する。しかしその後、中森に接触し、彼が検察上層部が志摩が布施元治、真鍋伸殺害の真犯人である事実を掴んでいたことを明かす会話の録音を記者会見を開き公表し、最高裁判所長官になるために12年前の裁判で事務総局に忖度した判決を下した自分こそが裁判官失格であると語り、道義的責任をとるため退官する。退官後はカレー店を開業している。
香田健一郎（こうだ けんいちろう）
演 - 石丸謙二郎（第2話・最終話）
最高裁事務総局・事務総長。最終話で職権の発動を多用し、事務総局の意向を無視するみちおを解雇しようとするが、懲戒処分を受けた息子・隆久をこっそり復帰させようとしていることをイチケイに関わる判事、検事、弁護士たちから引き合いに出され法曹界は入間みちおを必要としていると抗議を受け、熊本地方裁判所への異動に人事を改める。

#### 東京地方検察庁
井出伊織（いで いおり）
演 - 山崎育三郎
中堅の検察官。甲子園ベスト4進出の元高校球児。第65期司法修習生。
次長検事の中森から岸田茂の窃盗事件の再捜査を行わないよう圧力を掛けられるが、川添たちから司法修習生卒業時の誓いを聞かされ初心を曲げていると痛いところを突かれたため、小宮山の担当事務官の女性を食事に誘い、小宮山が岸田の行方を警察より先に探し当てようとしていたことを聞き出す。
12年前の事件の再審公判で、中森が志摩の脱税指南を知りながらも彼を守ろうとした理由である、特捜時代に当時国税庁職員だった志摩から情報提供を受けていたことを示す特捜部の内部資料を、証拠として提出する。
城島怜治（じょうじま れいじ）
演 - 升毅
主任検事。総括判事の駒沢と司法修習時代の同期。第36期司法修習生。
次長検事の中森から岸田茂の窃盗事件の再捜査を行わないよう圧力を掛けられるが、川添たちから司法修習生卒業時の誓いを聞かされ初心を曲げていると痛いところを突かれたため、井出と共に再捜査して得られた新たな情報をみちおたちイチケイメンバーが食事をする『そば処いしくら』で大声で話し彼らに聞こえるように伝える。
12年前の事件で「開かずの扉」と言われる再審請求が仁科由貴から出された際、中森から即時抗告するよう命令され圧力を掛けられるが左遷覚悟でそれに抗い、申請書を提出しなかったことから再審が開かれることとなる。上層部に逆らったことから転属が検討されたが曲者揃いのイチケイに対応できる検事が他にいないことから異動を免れる。
鷹和建設の巨額脱税疑惑では東京地検特捜部として捜査を行い、安斎康雄の政治資金団体に脱税した金が流れていた癒着を突き止める。
刑務官
演 - 長谷川正尚、五十嵐梅郷、寺岡悠貴、桒波田聖、緒方彩子、茶依

#### みちおの関係者
富樫浩二（とがし こうじ）〈47〉
演 - 明樂哲典
みちおのファンクラブ「みちおを見守る会」の会長。「世田谷家政婦殺人事件」では補充裁判員に選ばれている。
青山瑞希（あおやま みずき）
演 - 板谷由夏（第4話・第6話・第10話）
みちおと同じ法律事務所の同僚だった弁護士。みちおの愛犬・みちこの元飼い主。
刑事裁判で無罪が確定した「東京ドリームランド」の事故を民事で損害賠償請求し、12年前の事件で志摩が関わっていた可能性が高まると被疑者の妹・由貴を説得し再審請求を促し、再審が決まると彼女の弁護士を東京第三弁護士会の代表として務める。ホームレス襲撃事件では被告のホームレスが母・多恵と接点がある人物と察知し、人権派をアピールするためとの建前で国選弁護人を引き受ける。

#### 12年前の事件の関係者
仁科壮介（にしな そうすけ）〈享年37〉
演 - 窪塚俊介
布施元治殺害の被疑者。元東丸電機研究部主任。布施から工場の製造部門に異動させられ精神が不安定な状態が続き、彼と何度もトラブルを起こしていた。ある日、工具で布施を殴りつけ殺害した容疑で逮捕され、罪を認めるも公判では一転して現場から走り去る男を目撃したと証言し無罪を主張するが、裁判長を務める日高から無期懲役の判決を下されると無実を訴える遺書を残し自殺する。
仁科由貴（にしな ゆき）
演 - 臼田あさ美
仁科壮介の妹。フリースクールの教師。兄が無実の罪を苦に自殺し、自身は｢殺人者の妹｣と世間から非難されたことから当時担当弁護士だったみちおを責めたが、窃盗事件の公判を切っ掛けに12年前の事件にみちおが証人尋問を要請した志摩が関わっていた可能性が高まったことから千鶴や青山から説得され事件の再審請求を行う。
布施元治（ふせ もとはる）〈享年45〉
演 - 中野剛
殺人事件の被害者。東丸電機・経営戦略部長。
志摩総一郎（しま そういちろう）〈58〉
演 - 羽場裕一（第5話 - 第7話）
オメガ会計事務所所長。元国税庁職員。岸田茂の窃盗事件の被害者。
12年前の事件で仁科が証言する布施の殺害現場から逃げ出た人物としてみちおが証人尋問を要請した。
岸田の窃盗事件の公判を通じて税理を担当する東丸電機を含む大手企業数社の脱税を指南していた容疑が浮上し、法人税法違反の疑いで逮捕される。
仁科由貴の再審請求を発端に検察上層部が布施元治、真鍋伸殺害の真犯人であることを掴んでいたことが明らかとなり、警察の取り調べで殺害を自供する。

#### ゲスト

##### 第1話
江波和義（えなみ かずよし）〈55〉
演 - 勝村政信
衆議院議員。
大学生の長岡誠に殴りつけられて、全治1ヶ月のケガを負う。
相馬真弓（そうま まゆみ）
演 - 松本若菜
奈々の母。長岡洋一郎が踏切に飛び込んだ際の目撃証言をする。
長岡誠（ながおか まこと）〈22〉
演 - 萩原利久
大学生。衆議院議員の江波和義に対する傷害事件の被告人。
長岡洋一郎（ながおか よういちろう）〈享年52〉
演 - 松澤一之
長岡誠の父で江波和義の元秘書。不正献金疑惑で東京地検にマークされていたが、2カ月前に列車に轢かれて命を落とす。
傍聴マニア
演 - 長田庄平、松尾駿（チョコレートプラネット）
入間みちおのファンクラブ「みちおを見守る会」のメンバー。
浅井登（あさい のぼる）
演 - 生津徹
長岡誠の弁護人。
相馬奈々（そうま なな）
演 - 古川凛
真弓の娘。長岡洋一郎が亡くなった踏切に、折り紙の花を置く。
益子（ますこ）
演 - 貴山侑哉（第3話）
民事部検事。
法廷見学の中学生
演 - 北原十希明
「裁判官ってモテますか?」と法廷見学で千鶴に質問する中学生。しかし、冷たく返されてしまう。
役名不明
演 - 須田晶紀子、高木波瑠、西野大作、坂本文子、梅中悠介、金本美紀、松田朋子、増田怜雄、森﨑美月、早坂美海、みなもとらい、牧亮佑

##### 第2話
深瀬瑤子（ふかせ ようこ）
演 - 前田敦子
人気料理研究家。長女・詩織への虐待に対する事件の被告人。
香田隆久（こうだ たかひさ）
演 - 馬場徹　（最終話）
最高裁事務総長・香田健一郎の息子。地裁の判事。瑤子の長女への虐待事件の第1審で裁判長を務めた。
足達克己（あだち かつみ）
演 - 金井勇太
瑤子の長女に揺さぶられっ子症候群の診断を出した小児科医。
土屋里美（つちや さとみ）
演 - 西尾まり
瑤子の弁護士。
坂間絵真（さかま えま）
演 - 馬場ふみか（第4話・第9話）
千鶴の妹。大学生。ネパールの遺跡での発掘作業から帰国し彼氏と休暇を過ごす予定であったが、彼氏に浮気されたため持て余した休暇を姉・千鶴の官舎で過ごし、千鶴が裁判官を務める裁判を傍聴する。婚期を逃しそうな姉・千鶴のことを心配しており、イチケイで会った千鶴に気のある石倉のルックスに合格点を与え千鶴との結婚を前提とした交際をお願いし、みちおには千鶴との昼食をブッキングする。
傍聴マニア
演 - 内海崇、駒場孝（ミルクボーイ）
「みちおを見守る会」のメンバー。
小野田祥子（おのだ しょうこ）
演 - 智順
託児所の保育士。瑤子の差し戻し公判の証人。深瀬啓介の元交際相手。
深瀬弘子（ふかせ ひろこ）
演 - 松金よね子
瑤子の義母。
深瀬啓介（ふかせ けいすけ）
演 - 渋谷謙人
瑤子の夫。
深瀬詩織（ふかせ しおり）
演 - 山内いろ葉（3歳時：佐藤恋和）
瑤子の長女。乳幼児の頃、瑤子から揺さぶられる虐待を受けたとされている。
役名不明
演 - 大谷幸広、久下恵美、大塚かなえ、市川大貴、寺下怜見、田崎礼奈、大村晟、堤礼実（第6話）、武本健嗣（第5話・第6話・第7話）

##### 第3話
藤代省吾（ふじしろ しょうご）〈44〉
演 - 岡田義徳
ガラス工房の職人。野上哲司の殺害、遺体損壊事件の被告人。強盗致死の前科があり18年前に駒沢が減刑判決を下している。
野上奈緒（のがみ なお）
演 - 佐津川愛美
野上の妻。シングルマザーの笹原署の警察官で娘・碧を連れ立って野上と結婚した。
岡崎恵一（おかざき けいいち）
演 - 水間ロン
藤代の殺人事件を捜査した笹原署の刑事。
野上碧（のがみ みどり）
演 - 渡邉心結
奈緒の娘。シングルマザーだった奈緒の連れ子で中学生。野上哲司と血縁関係はない。
迫田淳史（さこた あつし）
演 - 大河内浩
笹原署の署長。
傍聴マニア
演 - 金ちゃん、坂井良多（鬼越トマホーク）
「みちおを見守る会」のメンバー。
津田丈弘（つだ たけひろ）
演 - 神崎孝一郎
元保護司。佐賀在住。18年前の事件で藤代の保護司を務めていた。
堀口義則（ほりぐち よしのり）
演 - 越村友一
笹原署の刑事部長。
野上哲司（のがみ てつじ）〈45〉
演 - 成松修
市役所の職員。殺人事件の被害者。
詐欺師
演 - 輝海
振り込め詐欺グループのリーダー。18年前、金銭を横取りしようとした藤代と揉みあううち殺害された。
支部長
演 - 森永徹
東京地方裁判所第3支部の支部長。
役名不明
演 - 吉田朋弘、ふくまつみ（第4話）

##### 第4話
望月博人（もちづき ひろと）〈17〉
演 - 田中偉登
強奪事件の未成年の被告人。アルバイトをしていた遊園地の売上金5千万円を強奪し、赤羽のビルの非常階段から現金を全てばらまく。完全黙秘を貫く。
吉沢未希（よしざわ みき）
演 - ついひじ杏奈
博人と同じ児童養護施設で兄弟のように育った妹分の女学生。ピアノコンクールで何度も優勝するほどのピアノの才能があったが、博人がバイトする遊園地でジェットコースターの事故に巻き込まれ尺骨神経損傷で左腕に麻痺が残りピアニストの夢を断念する。
滝本陸（たきもと りく）
演 - 細田佳央太
博人と同じ児童養護施設で兄弟のように育った弟分の学生。
辰巳浩之（たつみ ひろゆき）
演 - 夙川アトム（第9話）
博人の国選弁護人。博人に黙秘権を行使することについて説明をせず、公判中も居眠りするなど真剣に弁護に取り組んでいないため千鶴から一喝される。
「世田谷家政婦殺人事件」で弁護人を務めるが、井出から裁判員裁判は普通の国選弁護人より弁護料が高く、結果を出して 弁護士会から推薦を欲しがっていると看破される。
稲垣司（いながき つかさ）〈45〉
演 - 前川泰之
国内屈指の弁護士事務所「アレース&カンパニーファーム」に所属する社会的信用を落とした企業法務を得意とする年収3億円超のスター弁護士。金のために法律家になったと言い切る。「東京ドリームランド」の顧問弁護士で1年前の遊園地での事故の公判で口裏を合わせ過失がなかったかのように偽装している。
傍聴マニア
演 - 鈴木もぐら、水川かたまり（空気階段）
「みちおを見守る会」のメンバー。裁判を次々とこなす千鶴を「ベルトコンベアー裁判官」と評する。
門田光彦（かどた みつひこ）
演 - 水野智則
博人がバイトしていた遊園地「東京ドリームランド」の管理責任者。上からの指示でメンテナンスコストを大幅に減らすため、遊具の定期点検や老朽化した部品の修理・管理を怠っていたことを博人に教えている。
佐野春代（さの はるよ）
演 - 枝元萌
博人が育った児童養護施設の職員。
詐欺罪、恐喝罪の被告人
演 - 永野芽郁
美人局の被告人。詐欺の起訴事実を千鶴から確認されるが舌打ちして明確に答えず、確認と舌打ちの応酬を法廷で繰り返す。
銃刀法違反の被告人
演 - 広瀬アリス
極道妻。千鶴の懲役1年10月の判決文に対し脅迫めいた発言をしたことから、追加で脅迫罪で起訴しようかと千鶴から問われ謝罪する。
窃盗罪の被告人
演 - 遠藤憲一
賽銭泥棒の常習犯。盗んだ金を高級飲食店の飲食代に充てていた。食事がうまいという理由から静岡の刑務所に収監されることを希望するが権限がないと千鶴から却下される。
銃刀法違反違反裁判の際､傍聴席にいた男達
演 - 大河原啓介、一ノ瀬蓮、福山零央、福峯一華、養田優美、すみきち（第5話）

##### 第5話
馬場恭子（ばば きょうこ）
演 - 生田絵梨花（乃木坂46）
フランスのロワールバレエ団で日本人で初めてプリンシパルに選ばれた世界的に活躍するバレリーナ。「槇原エラーブルバレエ団」出身。書記官の石倉とは中高時代の同級生で、石倉の初恋の相手。
槇原楓（まきはら かえで）〈51〉
演 - 黒沢あすか
「槇原エラーブルバレエ団」の経営者兼振付師。元トレーナー矢口雅也に対する傷害事件の被告人。
元木次郎（もとき じろう）〈58〉
演 - 阿南健治
食い逃げ事件の被告人。矢口雅也の傷害事件発生当日、現場で矢口が槇原と言い争っているのを目撃したと証言したことから、みちおの提案で傷害事件との併合審理となる。
榎田真美（えのきだ まみ）
演 - 明星真由美
槇原楓の弁護人。
果歩（かほ）
演 - 水上京香
「槇原エラーブルバレエ団」の団員。馬場恭子の証人。
小百合（さゆり）、頼子（よりこ）
演 - ゆめっち、かなで（3時のヒロイン）
「みちおを見守る会」のメンバー。
手塚大輔（てづか だいすけ）
演 - 古谷佳也
元木次郎の弁護人。
矢口雅也（やぐち まさや）〈38〉
演 - 松木研也
「槇原エラーブルバレエ団」の元トレーナー。槇原楓が起こした傷害事件の被害者。階段から突き落とされ頭部を強打し意識不明の重体。団員に対しセクハラを行っていた疑惑がある。
他の証人たち
演 - 結城陽葵、武田莉奈、黒須杏樹、星乃彩月
「槇原エラーブルバレエ団」の団員たち。馬場恭子の証人。
役名不明
演 - 谷仲恵補

##### 第6話
岸田茂（きしだ しげる）〈43〉
演 - バカリズム
志摩総一郎宅から現金を窃盗した容疑者。前科6犯の窃盗犯。絶対に人を傷つけず、金が余っていると踏んだ家しか狙わない美学を持つ。窃盗後に新聞配達員の運転する自転車と衝突した際に顔を見られ通報されたことを理由に自首している。
中森雅和（なかもり まさかず）
演 - 矢島健一（第7話・第10話）
次長検事。特捜部出身。役職は城島より上だが、城島の後輩。12年前の事件の公判を担当した。
城島と井出が小宮山の取り調べについて調査しようとしていたのを圧力を掛け阻止し、12年前の事件の再審請求がなされると即時抗告するよう城島に命令する。
小宮山明憲（こみやま あきのり）
演 - テイ龍進（第7話）
岸田茂の窃盗事件の取り調べを行った検事。元特捜部。次長検事・中森の子飼い。
井出と共に12年前の事件の再審公判で担当検事を務め、みちおが裁判官を務めることに忌避申し立てを行う。
真鍋智花（まなべ ともか）
演 - 山田キヌヲ（第7話）
真鍋伸の妻。出産を控え里帰りしていたところ、夫を何者かに襲われ失ってしまう。
戸田啓次（とだ けいじ）
演 - 中村元気
真鍋伸の友人。真鍋が襲われた当日、彼が自身の釣り船の舟底に何かを入れていたのを目撃している。
奥山（おくやま）
演 - 中野順一朗
岸田茂の弁護人。
下山良太（しもやま りょうた）
演 - 長島令玖
新聞配達員。自転車で朝刊配達中に窃盗後の岸田が運転する自転車と衝突し、そのことを交番に通報する。
真鍋伸（まなべ しん）〈享年38〉
演 - 坂口和也
明報新聞記者。岸田茂の窃盗事件を調べていたが、何者かに突き飛ばされ頭部を強打し脳死状態となり、数日後に病院で息を引き取る。妻・智花の話では元々国税庁の天下りについて調べていた。
畠山（はたけやま）
演 - 日向丈
ヤメ検の弁護士。検察時代、小宮山の後輩であった。岸田の公判中、何度か岸田の面会に訪れている。
小宮山検事の担当事務官
演 - 吉田れいな
井出に食事に誘われ、小宮山が岸田を取り調べていた際の様子を打ち明ける。
役名不明
演 - 屋良学、遠藤かおる

##### 第7話
飯田加奈子（いいだ かなこ）
演 - 岡まゆみ
志摩総一郎の元妻。プライベートブランドの洋服店オーナー。12年前の事件では志摩は自宅にいたとアリバイを主張したが、当初は手に血が付いた状態で夜遅くに戻ってきたと証言しており、後に浮気をしていた志摩を懲らしめるための偽証であったと証言を改めている。
友坂良一（ともさか りょういち）
演 - 淵上泰史
栃木のいちご農家。元書記官で12年前の事件の公判を担当しており、出世のために上層部の意向に沿った判決を行う日本の司法制度が冤罪の温床になっていると嫌気がさし、裁判官を目指していたが退官している。
傍聴マニア
演 - 植野行雄、松下宣夫（デニス）
「みちおを見守る会」のメンバー。
役名不明
演 - 樋田洋平、久慈暁子、黒瀬翔生、三田友梨佳、松村隆哉

##### 第8話
山寺史絵（やまでら ふみえ）
演 - 朝加真由美
潮川が保釈中に起こした2度目の窃盗事件の目撃者。潮川恵子の小学校時代の恩師。頭を殴打され記憶障害で事件当時の記憶が無くなっている。
潮川恵子（しおかわ けいこ）〈33〉
演 - 真凛
窃盗事件の被疑者。保釈中に2度目の窃盗事件を起こすクレプトマニア。育児と義母の介護疲れから軽いうつ状態で服薬しており、罪状を認め逃亡の恐れもないだろうと浜谷の進言で千鶴は在宅審理を決定していたが、保釈中に山寺史絵に暴行し重傷を負わせたことから窃盗事件と傷害事件が併合審議されることになる。しかし、その審議の場で、実は史絵が万引きをしているところを目撃し、それを止めようとした際に襲われ抵抗して彼女を負傷させてしまったと主張する。
山寺信吾（やまでら しんご）
演 - 大谷亮介
山寺史絵の夫。7期当選の市議会議員。
潮川拓馬（しおかわ たくま）
演 - 森岡龍
潮川恵子の夫。商社マンでドイツに単身赴任していたところ妻の公判や被害者への謝罪のため帰国するが、実はモラハラ夫で、恵子と離婚するための帰国であった。
傍聴マニア
演 - 盛山晋太郎、リリー（見取り図）
「みちおを見守る会」のメンバー。
前橋幸則（まえはし ゆきのり）
演 - 渡辺佑太朗
書記官研修生。事務官から書記官になるための定期実務研修でイチケイを訪れる。父が大学病院の医師。
磯崎由衣（いそさき ゆい）
演 - 夏目愛海
書記官研修生。事務官から書記官になるための定期実務研修でイチケイを訪れる。
堤（つつみ）
演 - 阿部翔平
山寺史絵の弁護人。
潮川ほたる（しおかわ ほたる）〈6〉
演 - 寺田藍月
拓馬と恵子の娘。幼いながらも山寺史絵の入院する病院を探し出し、母の傷害を謝罪する。
拓馬の妹
演 - 山下朱梨
恵子の義妹。
拓馬の母
演 - 勝倉けい子
恵子の義母。
道彦（みちひこ）
演 - 武井壮（第11話）
みちおの甥っ子。「甥っ子」という言葉の先入観に反し大の大人。
役名不明
演 - 奥村アキラ、下あすみ、ジャン・裕一、白石直也、仲森千夏、松元那実

##### 第9話
高見梓（たかみ あずさ）
演 - 春木みさよ
家政婦。「世田谷家政婦殺人事件」の被告人。5年前に火災事故で夫と娘を亡くしている。
桐島優香（きりしま ゆうか）
演 - 八木さおり
家主。「世田谷家政婦殺人事件」の被害者。13年前、長野県で夫・桐島重利が失踪している。
大前正一（おおまえ しょういち）
演 - 山崎銀之丞
「世田谷家政婦殺人事件」の裁判員。塾講師。昔、弁護士を目指していたことから裁判に詳しい。
落合清美（おちあい きよみ）
演 - 池津祥子
「世田谷家政婦殺人事件」の裁判員。結婚相談所のアドバイザー。
田部公平（たべ こうへい）
演 - 山口森広
「世田谷家政婦殺人事件」の裁判員。土木作業員。
西園寺勝則（さいおんじ かつのり）
演 - 永田崇人
「世田谷家政婦殺人事件」の裁判員。証券会社勤務。
立原理沙子（たちはら りさこ）
演 - 太田順子
「世田谷家政婦殺人事件」の裁判員。主婦。検察側の生々しい証拠映像を視聴して気分が悪くなり、裁判員を降りたいと言いだす。
小中渚（こなか なぎさ）
演 - 羽瀬川なぎ
「世田谷家政婦殺人事件」の裁判員。大学生。幼い頃から自宅に家政婦がいるなど裕福な家庭。
新村早苗（にいむら さなえ）
演 - 行平あい佳
「世田谷家政婦殺人事件」の補充裁判員。派遣社員。推理小説を執筆してネットに投稿している。
桐島希美（きりしま のぞみ）〈16〉
演 - 松風理咲
優香の娘。被害者の娘でありながら弁護側の証人として被告人・高見梓の証人尋問に出廷する。11歳のとき小児心臓移植を受けている。
傍聴マニア
演 - 畠中悠、伊藤俊介（オズワルド）
「みちおを見守る会」のメンバー。
薮下（やぶした）
演 - 堀家一希
集団カンニング事件の被告人。千鶴に見下されたと逆恨みし、「千鶴も見守る会」の千鶴の説諭に「82_10」のアカウントで誹謗中傷の書き込みしており、千鶴に付き纏い裁判所で襲撃するが警備員に取り押さえられる。
役名不明
演 - 関口アナン、木村文哉、関口満紀枝、結城さなえ

##### 第10話
ホームレスの男性
演 - 板尾創路
傷害事件の被告人。高校生たちから執拗に投石され、犯行メンバーの一人・朝倉純を捕まえ揉み合いになった際、相手が所持していたスパナを奪い胸を殴打し重傷を負わせたとされる。青山が国選弁護人として弁護につくが、素性を全く明かさないために“名無し”のまま公判が行われる。ホームレス仲間の間では「カンちゃん」と呼ばれており、シジミを採って個人や料亭に売り生計を立てている。後にその正体が逃亡中の無免許医・御手洗信一であったことが判明する。
多恵（たえ）
演 - 銀粉蝶
青山瑞希の母。看護師。富山県川冨村出身。瑞希が中学生の頃離婚し、郷里の川冨村に戻っている。
小松（こまつ）
演 - 遠山俊也
「カンちゃん」のホームレス仲間。高校生たちの投げた石が顔に当たりけがをする。
朝倉純（あさくら じゅん）〈17〉
演 - 小野寺晃良
ホームレスたちに投石していた嫌疑のかかった高校生のひとり。所持していたスパナを被告人のホームレスに奪われ、胸を殴打され重傷を負ったとされている。
坂口剛
演 - 市川理矩
ホームレスたちに投石していた嫌疑のかかった高校生のひとり。
傍聴マニア
演 - 矢部太郎（カラテカ）、こがけん
「みちおを見守る会」のメンバー。
原口秀夫（はらぐち ひであき）〈45〉
演 - 米村亮太朗（最終話）
鷹和建設人事部長。実家が料亭で「カンちゃん」からシジミを買っている。
地下鉄工事中に起きた落盤事故の公判を前に行方をくらませる。
橋本圭史
演 - 谷口翔太
記者。
最上理子
演 - 松下美優（最終話）
城島の同僚検事。
的場直道（まとば なおみち）
演 - 金井良信（最終話）
鷹和建設社長。志摩総一郎が脱税を指南した巨額脱税を行っていた大企業のうちの１社｡落盤事故が発生した地下鉄工事で下請けのイバタ工業に過重労働を強いていた疑惑が浮上する。
役名不明
演 - 中本大賀、名村辰、平野舞、石本政晶

##### 最終話
安斎高臣（あんざい たかおみ）〈47〉
演 - 佐々木蔵之介
衆議院議員。大物議員・安斎康雄を父に持つ。落盤事故が発生したイバタ工業の地下鉄工事に関わる大型複合施設「TOKYO SCRAMBLE CITY」の開発プロジェクトリーダーを務める。
田之上幸三（たのうえ こうぞう）〈58〉
演 - 篠井英介
安斎高臣の秘書。職権発動で裁判所主導でみちおたちが捜査することに圧力を掛ける。
江原諭（えばら さとし）
演 - 橋本さとし
弁護士。関東弁護士会の理事長。鷹和建設の現場監督・青柳の弁護を担当する。
傍聴マニア
演 - 昴生、亜生（ミキ）
「みちおを見守る会」のメンバー。
柳沢美知恵（やなぎさわ みちえ）
演 - 筧美和子
みちおの姪っ子。みちおのゴシップ記事を心配して甥っ子の道彦とともに官舎を訪問する。
戸田順二（とだ じゅんじ）
演 - 山崎画大
労働監督基準署・過重労働撲滅特別対策班（通称：カトク）の管理官。職権発動で裁判所主導でみちおたちが捜査した際、イバタ工業に過重労働はなかったと証言する。安斎康雄と出身大学が同じでボート部の後輩。
本庄由美子（ほんじょう ゆみこ）
演 - 三谷悦代
本庄昭の母。息子が連日深夜過ぎに仕事から帰宅していた様子を証言する。
本庄歩（ほんじょう あゆむ）〈5〉
演 - 有山実俊
本庄昭の息子。父・昭の労働状況を法廷で証言する。
曽根山裕（そねやま ゆたか）
演 - 松本誠
弁護士。笹岡庸介の弁護を担当する。
青柳健作（あおやなぎ けんさく）〈35〉
演 - 岡田優
落盤事故が発生した地下鉄工事の鷹和建設側の現場監督。
笹岡庸介（ささおか ようすけ）
演 - 菅原健
大学生。自転車事故によって起こした重過失致傷事件の被告人。
本庄昭（ほんじょう あきら）
演 - 大西ユースケ
イバタ工業社員。地下鉄工事の現場監督で落盤事故で死亡する。工期を間に合わせるために元受けの鷹和建設からの圧力で過重労働に従事させられていた疑惑が浮上する。
原口芽衣（はらぐち めい）
演 - 櫻井愛々
原口秀夫の娘。雲隠れしている父・秀夫が自分の誕生日に家に戻ることを文太に教える。
安斎康雄（あんざい やすお）〈71〉
演 - 不明
安斎高臣の父。大物議員。建設族であり厚労族。労基にも顔が利く。
富永（とみなが）、早紀（さき）
演 - 野崎数馬、橋爪渓
熊本地方裁判所第2支部の書記官。赴任するみちおの荷物がふるさと納税の返礼品だらけで驚愕する。
向井愛（むかい あい）〈7〉
演 - 不明
笹岡庸介が起こした重過失致傷事件で意識不明の重態となった少女。
向井の父、母、兄
演 - 不明、大山きか、不明
役名不明
演 - 山賀教弘、日中泰景、佐野瑞樹、田淵裕章、レン杉山、眞田惠津子、永田小夜、植田響

### スタッフ
- 原作 - 浅見理都『イチケイのカラス』（講談社モーニングKC刊）
- 脚本 - 浜田秀哉
- 演出 - 田中亮 、星野和成、森脇智延、並木道子
- 音楽 - 服部隆之
- 主題歌 - WGB（和楽器バンド）「Starlight」（ユニバーサルシグマ）[25][26]
- 裁判所監修 - 水野智幸（法政大学法科大学院教授）
- 書記官監修 - 牛田宰（元東京地方裁判所裁判所書記官・弁護士）
- 検察監修 - チーム五社
- 警察監修 - 古谷謙一
- 刑務監修 - 加藤正明
- 医療監修 - 松本尚
- 協力プロデュース - 古郡真也
- プロデューサー - 後藤博幸、有賀聡、橋爪駿輝
- 編成企画 - 高田雄貴
- 制作協力 - ケイファクトリー
- 制作・著作 - フジテレビ第一制作室

### 放送日程
| 話数                                                                          | 放送日  | サブタイトル                                                        | 演出     | 視聴率 |
| ----------------------------------------------------------------------------- | ------- | ------------------------------------------------------------------- | -------- | ------ |
| 第1話                                                                         | 4月05日 | 型破りの裁判官VS堅物エリート裁判官! バディ誕生                      | 田中亮   | 13.9%  |
| 第2話                                                                         | 4月12日 | 幼きわが子を虐待! SNSで人気の母親に下す判決!                        | 田中亮   | 10.5%  |
| 第3話                                                                         | 4月19日 | 伝説の裁判官が暴走 凶悪犯の愛                                       | 星野和成 | 12.7%  |
| 第4話                                                                         | 4月26日 | 17歳の少年が5千万円を強奪                                           | 田中亮   | 12.4%  |
| 第5話                                                                         | 5月03日 | 初恋のバレリーナが容疑者…                                           | 並木道子 | 12.3%  |
| 第6話                                                                         | 5月10日 | 令和の大泥棒が法廷に登場!                                           | 星野和成 | 13.4%  |
| 第7話                                                                         | 5月17日 | 司法VS型破り裁判官 決戦のとき                                       | 並木道子 | 13.6%  |
| 第8話                                                                         | 5月24日 | 万引き犯VS万引き犯 真実は!?                                         | 森脇智延 | 11.7%  |
| 第9話                                                                         | 5月31日 | いったいどうなる!? 裁判員裁判                                       | 星野和成 | 10.5%  |
| 第10話                                                                        | 6月07日 | 最終回につづく物語 切ない真実                                       | 森脇智延 | 12.7%  |
| 最終話                                                                        | 6月14日 | 型破り裁判官最後の裁判!? 真実を翻ろうする黒幕… さよなら、入間みちお | 星野和成 | 13.9%  |
| 平均視聴率 12.6% （視聴率はビデオリサーチ調べ、関東地区・世帯・リアルタイム） |         |                                                                     |          |        |

- 第1話、最終話は21時 - 22時24分の30分拡大放送。
- 第2話は21時 - 22時09分の15分拡大放送。

### その他
- 検事・井出伊織を演じる山崎育三郎が2021年3月22日放送の月9ドラマ『監察医 朝顔』第2シリーズ最終話（第19話）に上野樹里が演じる主人公・朝顔と顔なじみの検事・井出伊織として本作の役柄そのままでクロスオーバー出演を果たしている[29]。

### 映像ソフト
- 「イチケイのカラス」Blu-ray、DVD BOX　発売日：2021年11月26日

## スペシャルドラマ
『イチケイのカラス スペシャル』と題したスペシャルドラマが2023年1月14日の21時よりフジテレビ系の土曜プレミアム枠で放送された。
入間みちおがイチケイを去ってから1年後の物語が描かれる。

### キャスト（スペシャルドラマ）

#### 主要人物
入間みちお（いるま みちお）
演 - 竹野内豊
熊本地方裁判所第2支部の判事。
坂間千鶴（さかま ちづる）
演 - 黒木華
イチケイの特例判事補。今回は他職経験について駒沢と日高に進路相談をする。

#### イチケイの関係者
駒沢義男（こまざわ よしお）
演 - 小日向文世
部総括判事。
川添博司（かわぞえ ひろし）
演 - 中村梅雀
熊本地方裁判所書記官。もともとはイチケイの書記官だったが、ある目的のために岡林と所属先をトレードしてもらう。
浜谷澪（はまや みお）
演 - 桜井ユキ
書記官。今回は産休中。
石倉文太（いしくら ぶんた）
演 - 新田真剣佑
書記官。今回は海外留学中。
一ノ瀬糸子（いちのせ いとこ）
演 - 水谷果穂
事務官→書記官。
岡林保（おかばやし たもつ）
演 - 戸塚純貴
新人書記官。もともとは熊本地方裁判所の書記官だったが、かねてから東京に行きたがっており、川添と所属先をトレードしてもらう。
立石政子（たていし まさこ）
演 - ふせえり
熊本地方裁判所第2支部長。
柊木雫（ひいらぎ しずく）
演 - 北川景子
青南大学法科大学院の教員。東京地裁で判事として一緒に働いていた、みちおの元同僚。『女神の教室～リーガル青春白書～』からのクロスオーバー出演。

#### 東京地方検察庁
城島怜治（じょうじま れいじ）
演 - 升毅
特捜部。
井出伊織（いで いおり）
演 - 山崎育三郎
検察官。

#### くまヤン関係者
諏訪遙人（すわ はると）
演 - 高橋優斗（HiHi Jets / ジャニーズJr.）
「くまヤン」元リーダー。ヤンキーグループの決闘の仲裁に入った青年。殴られて、意識不明の重体となる。
内田亘（うちだ わたる）
演 - 嘉島陸
「くまヤン」リーダー。加害者と推定された青年。全面的に罪状を認めるが、警察の取り調べ時には容疑を否認していた。
吉塚悟（よしづか さとる）
演 - 小柳友
内田の弁護人。
木内真菜（きうち まな）
演 - 向里祐香
検察官。
四宮陽一（しのみや よういち）
演 - 宮世琉弥
「くまヤン」ナンバー2。川添からは敵視されている。
本多みどり（ほんだ みどり）
演 - 渡邉美穂
四宮の恋人。川添の娘。

#### 星積ホールディングス関係者
大藪重之（おおやぶ しげゆき）
演 - 北村一輝
「星積ホールディングス」役員。次期社長候補で、嶋津とは跡目争いで犬猿の仲。
嶋津奈都子（しまづ なつこ）
演 - 中村アン
社外取締役で弁護士。「プロボノの女神」と呼ばれている。
丹羽昭久（にわ あきひさ）
演 - 吉沢悠
障害事件の被告人。嶋津の部下で彼女に絶対の忠誠を誓っている。裁判は早く終わらせようとしている。
青山瑞希（あおやま みずき）
演 - 板谷由夏
丹羽の弁護人。みちおの弁護士時代の同僚。
佐倉朝子（さくら あさこ）
演 - 堀田真由
若手刑事弁護士。青山の部下。

#### 劇場版登場人物
月本信吾（つきもと しんご）
演 - 斎藤工
人権派弁護士。
赤城公子（あかぎ きみこ）
演 - 西野七瀬
岡山地方裁判所秋名支部裁判官。
鵜城英二（うじょう えいじ）
演 - 向井理
史上最年少で着任した防衛大臣。

#### その他
日高亜紀（ひだか あき）
演 - 草刈民代
元最高裁判所判事。カレー店の経営者。
傍聴マニア
演 - 稲田直樹、河井ゆずる（アインシュタイン）
「みちおを見守る会」のメンバー。
吉備放送のレポーター
演 - 小山内鈴奈（フジテレビアナウンサー）

## スピンオフドラマ
『イチケイのカラス〜井出伊織、愛の記録〜』（イチケイのカラス いでいおり あいのきろく）と題したスピンオフドラマが2023年1月10日（0時55分から1時5分）、11日、12日、13日（各0時25分から0時35分）、14日（0時55分から1時5分）に5日間連続でフジテレビ（関東ローカル）で放送された。FNS系列各局は別途放送。
山崎育三郎演じるエリート検事・井出伊織を主人公に、井出が仕事に恋に奔走するさまが描かれる。

### キャスト（スピンオフドラマ）

#### 主要人物
井出伊織（いで いおり）
演 - 山崎育三郎
東京地検の検察官。

#### 周辺人物
入間みちお（いるま みちお）
演 - 竹野内豊
岡山地裁秋名支部の判事。
浜谷澪（はまや みお）
演 - 桜井ユキ
イチケイの書記官。
一ノ瀬糸子（いちのせ いとこ）
演 - 水谷果穂
イチケイの事務官。

#### ゲスト
第1話、第2話
赤城公子
演 - 西野七瀬
岡山地裁秋名支部の裁判官。
第3話
土井潤
演 - 柄本時生
岡山地裁秋名支部の裁判官。
第5話
岡山地裁秋名支部・支部長
演 - 立木文彦

### スタッフ（スピンオフドラマ）
- 原作 - 浅見理都『イチケイのカラス』（講談社モーニングKC刊）
- 脚本 - 浜田秀哉
- 音楽 - 服部隆之
- プロデュース - 高田雄貴、八尾香澄（C&Iエンタテインメント）
- 演出 - 田中亮、岩城隆一

### 放送日程（スピンオフドラマ）
| 話数   | 放送日  | サブタイトル             | 演出     |
| ------ | ------- | ------------------------ | -------- |
| 第1話  | 1月10日 | 野球したくなる“アレ”     | 田中亮   |
| 第2話  | 1月11日 | 運命ってどう決まる?      | 田中亮   |
| 第3話  | 1月12日 | エスカレーター派?階段派? | 岩城隆一 |
| 第4話  | 1月13日 | 本当にお似合いなのは…?   | 田中亮   |
| 最終話 | 1月14日 | 井出、栄冠への階段       | 岩城隆一 |

## 劇場版
『映画 イチケイのカラス』（えいが イチケイのカラス）と題して東宝配給で2023年1月13日に公開された。テレビドラマの2年後が描かれる。

### あらすじ（劇場版）
入間みちおがイチケイを去ってから2年。
岡山県秋名市に異動したみちおは、とある傷害事件を担当することとなった。事件は主婦の島谷加奈子が史上最年少で防衛大臣に就任した若きエリート政治家・鵜城英二に包丁を突き付けたというもの。事件の背後には島谷の夫が犠牲となった貨物船と海上自衛隊イージス艦の衝突事故があり、その事故も不審点だらけのものだったが、イージス艦の航海記録は全て国家機密に該当するため、みちおの伝家の宝刀たる職権発動も通用しない。
一方、裁判官の「他職経験制度」を活用して弁護士に転身した坂間千鶴は、奇しくもみちおの赴任先の隣町に配属され、地元の人権派弁護士・月本信吾とバディを組むこととなった。人々の悩みに寄り添う月本に次第に心惹かれていく坂間だったが、そんな中、町を支える地元の大企業・シキハマ株式会社のある疑惑が浮上する。
二つの事件に隠された衝撃の真実。それは、決して開けてはならない「パンドラの箱」だった。

### 登場人物（劇場版）

#### 主要人物
入間みちお（いるま みちお）
演 - 竹野内豊
本作の主人公。熊本から岡山県秋名市に異動している。岡山地方裁判所秋名支部長。
坂間千鶴（さかま ちづる）
演 - 黒木華
本作のヒロイン。みちおの赴任先の隣町・日尾美町で「他職経験制度」で弁護士に転身している。
駒沢義男（こまざわ よしお）
演 - 小日向文世
イチケイ（東京地裁第三支部第一刑事部）の部長裁判官。
井出伊織（いで いおり）
演 - 山崎育三郎
検事。糸子と結婚。特捜部への内々示を受けるも、みちおのお目付役として、岡山に異動することになる。
浜谷澪（はまや みお）
演 - 桜井ユキ
“イチケイ”の書記官。
一ノ瀬糸子（いちのせ いとこ）
演 - 水谷果穂
元“イチケイ”の事務官。上述の通り井出と結婚するが、みちおのせいで岡山に行くことになってしまい、早くも離婚危機に陥る。

#### イージス艦衝突事故関係者
鵜城英二（うじょう えいじ）
演 - 向井理
防衛大臣。史上最年少で防衛大臣に就任したエリート。傷害事件の被害者。
島谷加奈子（しまたに かなこ）
演 - 田中みな実
秀彰の妻。イージス艦衝突事故の判決に納得がいかず、鵜城に包丁を突き付けた傷害事件の被告人。
島谷秀彰（しまたに ひであき）
演 - 津田健次郎
貨物船の船長。イージス艦との衝突事故で亡くなった。性格は慎重で、操縦技術にも定評があったため、彼の死には疑問が残る。
土井潤（どい じゅん）
演 - 柄本時生
岡山地方裁判所秋名支部の右陪席。みちおのやり方に振り回される。
赤城公子（あかぎ きみこ）
演 - 西野七瀬
岡山地方裁判所秋名支部の左陪席。理路整然とした語り口が特徴。

#### シキハマ株式会社関係者
月本信吾（つきもと しんご）
演 - 斎藤工
坂間とバディを組む地方の人権派弁護士。駒沢とは司法修習時代の教官と生徒という関係。
木島昌弘（きじま まさひろ）
演 - 平山祐介
「シキハマ株式会社」の工場長。強面でパワハラ疑惑がある。
三田村武晴（みたむら たけはる）
演 - 尾上菊之助
「シキハマ株式会社」の顧問弁護士。冷静沈着で隙がない性格。木島との癒着疑惑がある。
小早川悦子（こばやかわ えつこ）
演 - 吉田羊
「シキハマ株式会社」の産業医。坂間と姉妹のように仲良くする。昔から日尾美町一番の美人として有名なマドンナ的存在。
小早川輝夫（こばやかわ てるお）
演 - 宮藤官九郎
悦子の夫で日尾美町役場地域推進課職員。自身の包容力から担当外の相談もよく受ける。坂間を日尾美町に呼ぶため尽力した人物でもある。
植木幸太郎（うえき こうたろう）
演 - 八木勇征
和菓子屋で働くお調子者。小早川夫妻とは仲が良く、坂間に気があるのか頻繁にお菓子を差し入れする。

### スタッフ（劇場版）
- 原作 - 浅見理都『イチケイのカラス』（講談社モーニングKC刊）
- 脚本 - 浜田秀哉[34]
- 監督 - 田中亮[34]
- 音楽 - 服部隆之
- 主題歌 - Superfly「Farewell」（UNIVERSAL SIGMA）[38]
- 製作 - 大多亮、市川南、大川ナオ、高見洋平
- プロデューサー - 高田雄貴、八尾香澄
- ラインプロデューサー - 大西洋志
- 撮影 - 四宮秀俊
- 照明 - 木村匡博
- 録音 - 加藤大和
- 美術 - 棈木陽次、永井達也
- 装飾 - 稲場裕輔、近藤美緒
- 編集 - 河村信二
- VFXプロデューサー - 長井由実
- 音響効果 - 壁谷貴弘
- 選曲 - 大森力也
- スクリプター - 荒澤志津子
- スケジュール - 中西正茂
- 助監督 - 岩城隆一
- 制作担当 - 碓井祐介、齋藤勲
- 製作 - 2023映画「イチケイのカラス」製作委員会（フジテレビジョン、東宝、研音、講談社、FNS27社）
- 制作プロダクション - C&Iエンタテインメント
- 配給 - 東宝

### テレビ放送
| 回 | 放送日       | 放送時間      | 放送局     | 放送枠         | 視聴率 | 備考         |
| -- | ------------ | ------------- | ---------- | -------------- | ------ | ------------ |
| 1  | 2024年1月6日 | 21:00 - 23:40 | フジテレビ | 土曜プレミアム | 8.1%   | 地上波初放送 |

- なお関東地区では番組宣伝のため、次の予定でドラマ版を再放送する。
  - 2023年12月27日から同年同月29日までは午後の再放送枠『ハッピーアワー』で再放送。放送時間は、27日は13:50 - 15:30、28日は13:50 - 15:45、29日は13:50 - 14:45。
  - 2023年12月30日は『土曜スペシャル』（14:45 - 16:45）で再放送。
  - 2023年12月31日は12:00 - 17:30枠で再放送。
  - 2024年1月6日は『土曜スペシャル』（第2部。15:05 - 17:30）でスペシャル版を再放送。